# 欧泰罗德雷
欧泰罗德雷，是西班牙加利西亚自治区卢戈省的一个市镇。 总面积134平方公里，总人口4447人（2001年），人口密度33人/平方公里。